# I Was a Communist for the FBI
I Was a Communist for the FBI (bra Fui Comunista para o F.B.I.) é um filme noir estadunidense de 1951, dirigido por Gordon Douglas, e estrelado por Frank Lovejoy, Dorothy Hart, Philip Carey e James Millican. O filme foi produzido por Bryan Foy, baseado em uma série de histórias escritas por Matt Cvetic no The Saturday Evening Post.

## Elenco
- Frank Lovejoy como Matt Cvetic
- Dorothy Hart como  Eve Merrick
- Philip Carey como Mason
- James Millican como Jim Blandon
- Ron Hagerthy como Dick Cvetic
- Paul Picerni como Joe Cvetic
- Richard Webb como Ken Crowley
- Konstantin Shayne como Gerhardt Eisler
- Edward Norris como Harmon
- Hugh Sanders como  Clyde Garson
- Hope Kramer como Ruth Cvetic

## Recepção
Quando o filme foi lançado, o crítico de cinema do New York Times, Bosley Crowther escreveu: "[o filme] brilha com patriotismo. Mas brinca um pouco de forma imprudente com o fogo".
No Brasil, o crítico Oswaldo de Oliveira, do diário carioca A Manhã, deu-lhe nota 3,5 de uma máxima de 5, e enalteceu a direção de Gordon Douglas.

## Prêmios e indicações
Oscar 1952
- Indicado
  - Melhor documentário de longa metragem[carece de fontes?]